# Иматка
Иматка — река в России, протекает по Уйскому району Челябинской области. Устье реки находится в 368 км по левому берегу реки Уй. Длина реки составляет 21 км.

## Данные водного реестра
По данным государственного водного реестра России, относится к Иртышскому бассейновому округу, водохозяйственный участок реки — Тобол от истока до впадения реки Уй, без реки Увелька, речной подбассейн реки — Тобол. Речной бассейн реки — Иртыш.

## Населённые пункты
- Белово
- Вандышевка